# Голик, Николай Иванович
Николай Иванович Голик (1913 год, Харбин — дата и место смерти не известны) — директор совхоза «Подгорненский» Луговского района Джамбульской области, Казахская ССР. Герой Социалистического Труда (1971).
В 1960 году назначен директором совхоза «Подгоренский» Луговского района. Вывел совхоз в число передовых сельскохозяйственных предприятий Луговского района. Указом Президиума Верховного Совета СССР «О присвоении звания Героя социалистического Труда передовикам сельского хозяйства Казахской ССР» от 8 апреля 1971 года за выдающиеся успехи, достигнутые в развитии сельскохозяйственного производства и выполнении пятилетнего плана продажи государству продуктов земледелия и животноводства удостоен звания Героя Социалистического Труда с вручением ордена Ленина и золотой медали «Серп и Молот».